# Golf als Jocs Olímpics d'Estiu de 1900
Als Jocs Olímpics d'Estiu de 1900 es disputaren dues proves de golf, una de masculina i una de femenina.

## Resum de medalles
| Prova     | Or                   | Argent            | Bronze          |
| Masculina | Charles Sands        | Walter Rutherford | David Robertson |
| Femenina  | Margaret Ives Abbott | Pauline Whittier  | Daria Pratt     |

## Nacions participants
Un total de 17 golfistes de 4 nacionalitats van prendre part en els Jocs Olímpics de París.
- Estats Units. 3
- França. 9
- Grècia. 1
- Regne Unit. 4

## Medaller
| Posició | País         | Or | Argent | Bronze | Total |
| 1       | Estats Units | 2  | 1      | 1      | 4     |
| 2       | Regne Unit   | 0  | 1      | 1      | 2     |

França i Grècia enviaren golfistes però no guanyaren cap medalla.

## Resultats

### Prova masculina
La prova masculina es disputà en dues passades (36 forats), sumant resultats. La prova es disputà el 2 d'octubre.
| Pos.   | Nom                | Ronda 1    | Ronda 2    | Total |
| ------ | ------------------ | ---------- | ---------- | ----- |
| Or     | Charles Sands      | 82         | 85         | 167   |
| Plata  | Walter Rutherford  | Desconegut | Desconegut | 168   |
| Bronze | David Robertson    | Desconegut | Desconegut | 175   |
| 4      | Frederick Taylor   | Desconegut | Desconegut | 182   |
| 5      | H. E. Daunt        | Desconegut | Desconegut | 184   |
| 6      | George Thorne      | Desconegut | Desconegut | 185   |
| 7      | William Dove       | Desconegut | Desconegut | 186   |
| 8      | Albert Lambert     | 94         | 95         | 189   |
| 9      | Arthur Lord        | Desconegut | Desconegut | 221   |
| 10     | A. Deschamps       | Desconegut | Desconegut | 231   |
| 11     | Alexandros Mercati | Desconegut | Desconegut | 246   |
| 12     | van de Wynckélé    | Desconegut | Desconegut | 252   |

### Prova femenina
La prova femenina es disputà en una ronda de 9 forats el dia 3 d'octubre.
| Pos.   | Nom                          | Resultat |
| ------ | ---------------------------- | -------- |
| Or     | Margaret Ives Abbott         | 47       |
| Plata  | Pauline Whittier             | 49       |
| Bronze | Daria Pratt                  | 53       |
| 4      | Froment-Meurice              | 56       |
| 5      | Ellen Ridgway                | 57       |
| 6      | Madeleine Fournier-Sarlovèze | 58       |
| 7      | Mary Abbott                  | 65       |
| 7      | Lucile Fain                  | 65       |
| 9      | Rose Gelbert                 | 76       |
| 10     | A. Brun                      | 80       |